# Adachi
Adachi (japanisch 足立区 Adachi-ku) ist einer der 23 Bezirke im Osten der japanischen Präfektur Tokio. Er liegt im Norden Tokios, der Hauptstadt Japans.

## Geographie
Der Stadtbezirk befindet sich im nördlichen Teil Tokios und teilt sich in zwei Gebiete auf: ein schmaler Streifen zwischen den Flüssen Arakawa und Sumidagawa, sowie ein größeres Gebiet nördlich des Arakawa.

## Geschichte
Im Ritsuryō-System war Adachi ein kōri/-gun im Osten der Provinz Musashi, dessen südlichster Teil dem heutigen Adachi-ku entspricht. 826 wurde der Tempel Nishiarai Daishi errichtet. Während der Muromachi- und Sengoku-Zeit stand Adachi unter der Kontrolle des Chiba-Klans. Die Große Senju-Brücke (Senju-Ōhashi) wurde 1594 erbaut. Während der Edo-Zeit stand Adachi unter direkter Kontrolle des Tokugawa-Shōgunats und wurde vom Tempel Kan’ei-ji in Ueno verwaltet. Senju war eine Poststation der Nikkō Kaidō. Nach der Meiji-Restauration wurde der Kreis Adachi in Süd-Adachi (Minami-Adachi) in der Präfektur Tokio und Nord-Adachi (Kita-Adachi)in der Präfektur Saitama geteilt. 1932 wurde der gesamte Kreis Minami-Adachi in die Stadt Tokio eingemeindet und als Ganzes zum Bezirk Adachi (Adachi-ku). Am 15. März 1947 wurde Adachi ein Sonderbezirk (tokubetsu-ku).

## Verkehr

### Straßen
- Stadtautobahn Tokio
- Nationalstraße 4 (Nikkō Kaidō), nach Chūō oder Aomori

### Zugverbindungen
- JR Jōban-Linie, von Kita-Senju oder Ayase nach Ueno oder Sendai
- Tōbu Isesaki-Linie, von Horikiri, Ushida, Kita-Senju, Kosuge, Gotanno, Umejima, Nishi-Arai oder Takenotsuka nach Taitō oder Isesaki
- Tōbu Daishi-Linie: Verkehrt nur in Adachi auf einer Gesamtstrecke von 1 km zwischen Nishi-Arai und Daishi-mae.
- Keisei Hauptlinie, von Senju-Ōhashi oder Keisei-Sekiya nach Taitō oder Flughafen Narita
- Tokyo Metro Hibiya-Linie, von Kita-Senju nach Meguro
- Tokyo Metro Chiyoda-Linie, von Ayase oder Kita-Senju nach Shibuya
- MIR Tsukuba Express, von Kita-Senju, Aoi oder Rokuchō nach Akihabara oder Tsukuba

## Politik
- KPJ: 6
- KDP: 2
- Parlamentsreform  (mit DVP): 2
- Tomin First: 2
- Ishin: 3
- Fraktionslos: 4
- Kōmeitō: 13
- LDP: 13

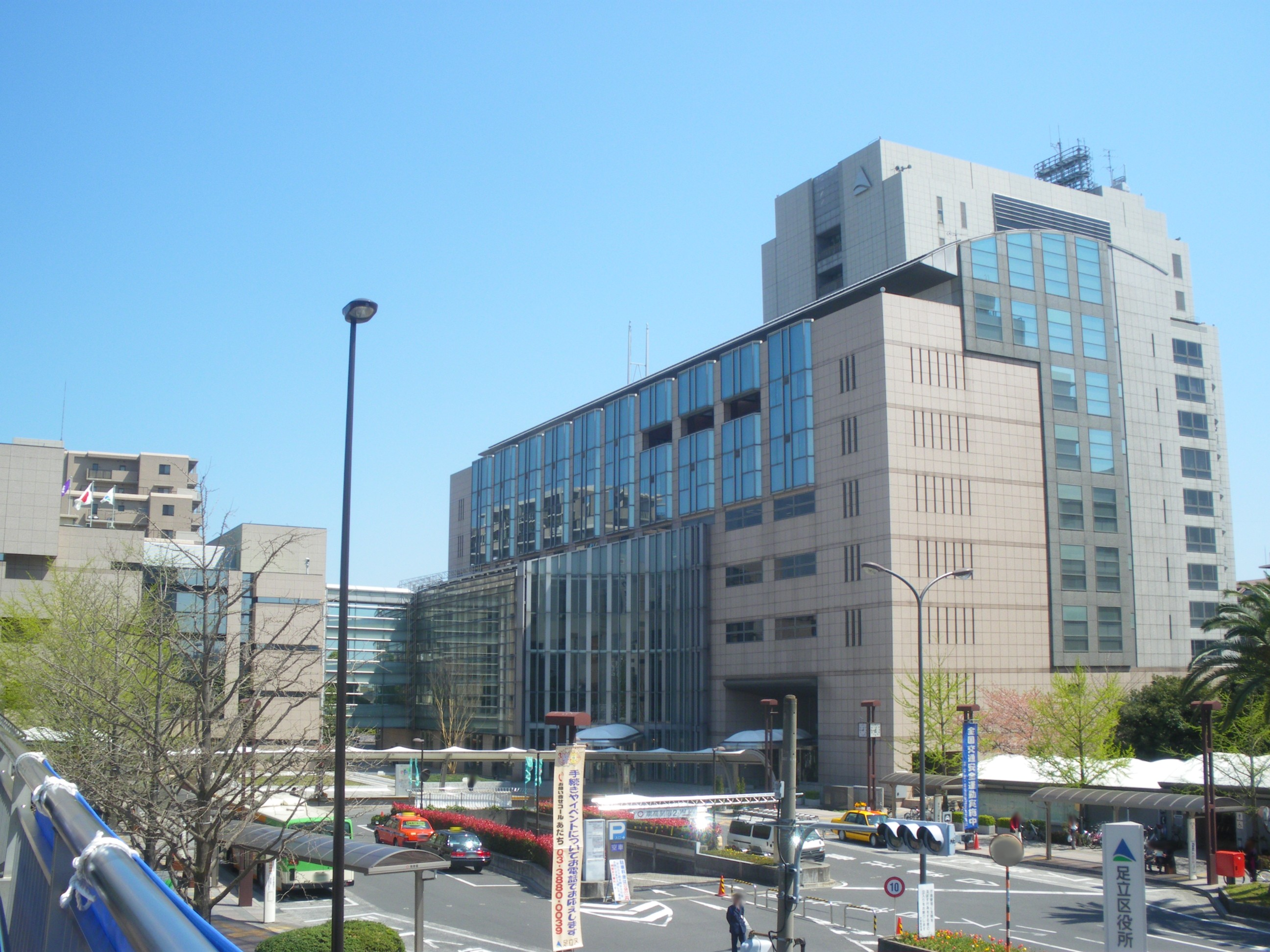
Das Rathaus in Chūō-Honchō

Bürgermeister und 45-köpfiges Parlament von Adachi wurden beide zuletzt 2023 gewählt, allerdings nicht bei den einheitlichen Regionalwahlen im April, sondern am 21. Mai. Als Bürgermeisterin wurde Yayoi Kondō mit LDP-Kōmeitō-Unterstützung gegen nur eine Gegenkandidatin, eine von den KPJ und SDP unterstützte Hochschuldozentin, für eine fünfte Amtszeit wiedergewählt. Die Wahlbeteiligung sank auf 42,79 %. Kondō war vor ihrer ersten Wahl 2007 LDP-Abgeordnete für Adachi im Präfekturparlament. Dorthin entsendet der Bezirk sechs Abgeordnete, bei der Wahl 2021 gingen je zwei Sitze an LDP und Kōmeitō, je einen gewannen Tomin First no Kai und KPJ.
Für das Unterhaus des nationalen Parlaments erstreckt sich Adachi seit 2024 in die Wahlkreise Tokio 13 und 29. Den 13. Wahlkreis, der ganz im Bezirk liegt, verteidigte bei der Wahl 2024 Liberaldemokrat Shin Tsuchida, den neuen Wahlkreis 29 mit dem Bezirk Arakawa und dem Westen von Adachi gewann für die Kōmeitō Mitsunari Okamoto (vorher Wahlkreis 12).

## Städtepartnerschaften
- Uonuma (seit 1982)
- Yamanouchi (seit 1982)
- Belmont (Westaustralien) (seit 1. Oktober 1984)
- Kanuma (seit 1992)

## Söhne und Töchter der Stadt
- Eriko Asai (* 1959), japanische Marathonläuferin
- Jirō Atsumi (* 1952), japanischer Sänger
- Tochiazuma Daisuke (* 1976), Sumōringer
- Sōdai Hasukawa (* 1998), Fußballspieler
- Kōta Hirano (* 1973), Mangazeichner
- Ichirō Kamoshita (* 1949), Umweltminister
- Takeshi Kitano (* 1947), Regisseur, Schauspieler, Dichter, Autor, TV- und Radiomoderator, Maler, Komiker
- Yūsuke Matsuo (* 2000), Fußballspieler
- Satoru Ōki (* 1992), Fußballspieler
- Daiki Sugioka (* 1998), Fußballspieler
- Hiroki Takahashi (* 1974), Synchronsprecher
- Shungo Tamashiro (* 1991), Fußballspieler
- Yoshiko Tanaka (1956–2011), Schauspielerin
- Yūki Yamazaki (* 1990), Fußballspieler

## Angrenzende Städte und Gemeinden
- Präfektur Tokio: Tokios Stadtbezirke Kita, Arakawa, Sumida, Katsushika
- Präfektur Saitama: Kawaguchi, Sōka, Yashio